# 야마모토군

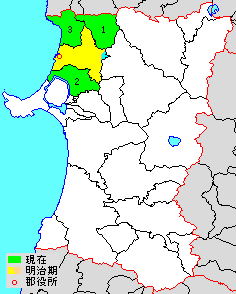
야마모토군의 위치

야마모토군(일본어: 山本郡, やまもとぐん)은 일본 아키타현의 북서부에 위치하는 군이다.
인구 21,687명, 면적 764.25km², 인구밀도 28.4명/km².(2025년 3월 1일, 추계인구)
이하 3정으로 구성된다.
- 핫포정(八峰町)
- 미타네정(三種町)
- 후지사토정(藤里町)

## 역사
- 2006년 3월 20일 - 하치류정·야마모토정·고토오카정이 합병해 미타네정이 성립하였다.
- 2006년 3월 21일 - 후타쓰이정이 노시로시와 합병해 노시로시가 성립, 군에서 이탈하였다.
- 2006년 3월 27일 - 하치모리정·미네하마촌이 합병해 핫포정이 성립하였다.